# Rode barnsteenslak
De rode barnsteenslak (Quickella arenaria) is een slakkensoort uit de familie van de barnsteenslakken (Succineidae). De wetenschappelijke naam van de soort werd voor het eerst geldig gepubliceerd in 1835 door Potiez & Michaud.

## Kenmerken
De veelal roodachtige amberkleurige schelp is tot 9 mm hoog, tot 4,5 mm breed en heeft drie tot vier sterk bolle windingen die van elkaar worden gescheiden door een diepe naad. De mond is rond-eivormig en de hoogte van de mond beslaat ongeveer de helft van de totale hoogte. De schaal is dun maar stevig ommuurd en nauwelijks doorschijnend. Het oppervlak is dof en heeft vrij ruwe, onregelmatige groeilijnen. Het slakkenhuisje is oranje-roodachtig tot rood-amber van kleur, maar vaak vuilachtig voor camouflage.
Het zachte lichaam is aan de bovenzijde zwart en aan de onderzijde donkergrijs. De voetzool is in de lengterichting onduidelijk in drieën verdeeld. In het genitale apparaat is de zaadleider vrij kort en komt de penis apicaal binnen via een eenvoudige porie. De penis is ook eenvoudig, zonder epiphallus en geen penishuls. De dunwandige penis heeft twee of drie vlezige langsplooien op de binnenwand, die bedekt zijn met talrijke microscopisch kleine papillen. De penisretractorspier wordt aan de top van de penis ingevoegd, direct naast de ingang van de zaadleider. Hier wordt een zwarte pigmentvlek gevormd. De vrije eileider is ook vrij kort, de vagina is zelfs extreem kort en heeft een spierring. De stengel van het zaadblaasje is daarentegen lang en zeer slank.

### Vergelijkbare soorten
De soort is qua schelpmorfologie moeilijk te onderscheiden van de langwerpige barnsteenslak (Succinella oblonga). De windingen nemen iets sneller toe, zodat de schelp van de rode barnsteenslak iets minder kransen heeft voor dezelfde grootte. Het zachte lichaam is donkergrijs tot zwart bij de rode barnsteenslak en donkergrijs bij de langwerpige barnsteenslak. De mond is iets breder en ronder. Een betrouwbaar onderscheid tussen de twee soorten is alleen mogelijk door het genitale apparaat te onderzoeken. Vergeleken met de langwerpige barnsteenslak zijn het zaadkanaal, de eileider en de vagina veel korter. De penis is zonder epiphallus en zonder penisomhulsel. De oprolspier wordt ingebracht aan de top van de penis. De stengel van het zaadblaasje is veel langer.

## Verspreiding en leefgebied
Het verspreidingsgebied van deze slakkensoort is (of was) grotendeels beperkt tot de kusten van Noord-Spanje, Frankrijk, België, Nederland, Noordwest-Duitsland, Zweden (Öland, Gotland), Engeland (Noord-Devonshire) en Ierland (County Mayo). Het komt ook sporadisch voor op slechts enkele plaatsen in het binnenland, zoals in Midden-Ierland, in de bergen van Midden-Scandinavië, in Zuid- en Zuidoost-Zwitserland, Noord-Italië, Frankrijk (Noordwest-Alpes-Maritimes), Spaanse Pyreneeën, in centraal Slowakije (Tisovec) en in Polen (Kielce). Het werkelijke verspreidingsgebied is echter nog weinig bekend. Pas onlangs werd een nieuwe afzetting ontdekt in de provincie Castellón (Autonome Regio Valencia, Spanje). Ook een record uit Noordwest-Afrika is tot nu toe over het hoofd gezien. Sommige vondstrapporten kunnen ook gebaseerd zijn op verwisselingen.
De rode barnsteenslak leeft daar in vochtige, dunbegroeide holtes in de zandduinen aan de kust, op open modderige moerassen, maar nog steeds met kleine gebieden met stromend water die niet diep onder water staan, op zanderige of modderige, kalkhoudende bodems. In Zwitserland komt het voor tot een hoogte van 2200 meter boven zeeniveau. In diverse landen, waaronder Zwitserland en Ierland, wordt deze soort bedreigd door vernietiging van leefgebieden (drainage).